# Разрыв ВВП

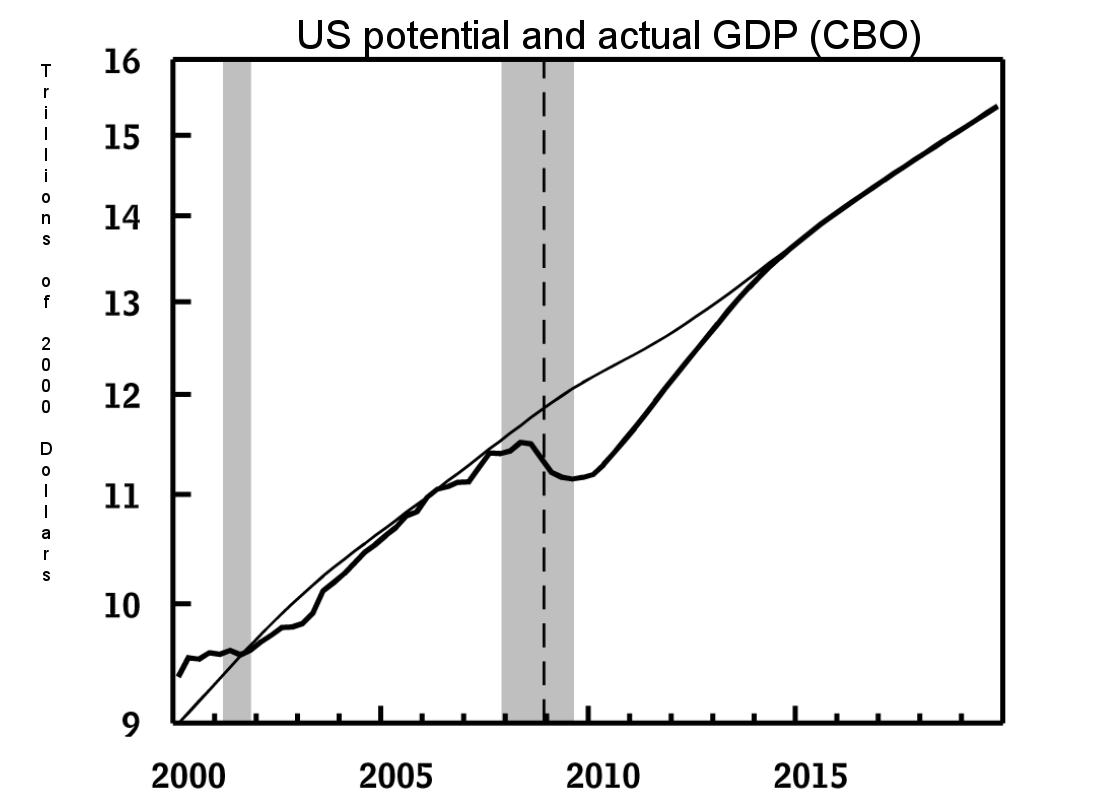
Потенциальный (тонкая линия) и фактический ВВП по оценке бюджетного комитета Конгресса США. Разница — разрыв ВВП

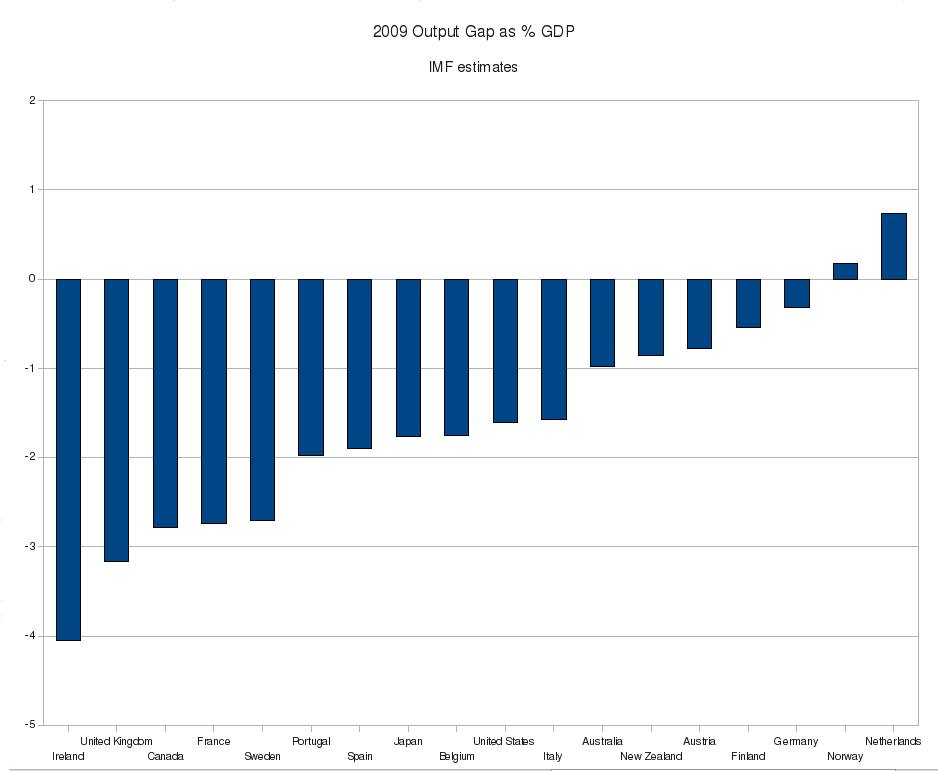
Оценки МВФ по разрыву ВВП за 2009, выраженные в % от ВВП по странам

Разрыв ВВП (англ. Output gap) — разница между фактическим ВВП и потенциальным ВВП.
Пусть:
- Y — фактический ВВП,
- Y* — потенциальный ВВП,
- тогда Y-Y* — разрыв ВВП.

Положительный разрыв ВВП называют инфляционным разрывом, который указывает, что рост совокупного спроса опережает рост совокупного предложения, возможно, приводя к инфляции. Отрицательный разрыв ВВП называют рецессионным разрывом, который, возможно, приводит к дефляции.
Процентный разрыв ВВП — отношение разрыва ВВП к потенциальному ВВП:
{\displaystyle gapGDP={{GDP_{actual}-GDP_{potential}} \over {GDP_{potential}}}}.